# Franz Xaver Mayr (Mediziner)
Franz Xaver Mayr (* 28. November 1875 in Gröbming, Österreich; † 21. September 1965 ebenda) war ein österreichischer Arzt (Gastroenterologe). Schwerpunkte seiner Arbeit waren die Diagnose der Darmregion und die Bemühung, durch deren Sanierung die Regeneration des Patienten zu fördern. Das daraus entwickelte Therapiekonzept ist als F.-X.-Mayr-Kur bekannt.

## Leben
Mayr war das dritte Kind des Fleischhauers und Gastwirts Anton Mayr (1828–1875) und der Seraphine Leygold (1851–1926). Nach dem Besuch der Volksschule in Gröbming wurde er 1887 im 1. k.u.k. Staatsgymnasium in Graz aufgenommen. Im September 1895 schloss er die Schule mit Auszeichnung ab und begann das Studium der Medizin ebenfalls in Graz.
Während verschiedener Praktika an der Kur- und Wasserheilanstalt Sankt Radegund bei Graz (1899–1903) lernte Mayr, an schwerer Stuhlverstopfung leidende Patienten zu massieren, was ihm entscheidende Ansätze zu einem eigenen Konzept vermittelte. Im Mai 1901 wurde Mayr summa cum laude promoviert.
1903 wurde ihm die Leitung der Wasserheilanstalt Johannisbrunn bei Troppau übertragen, die er jedoch wegen einer Lungenblutung aufgrund einer Tuberkulose, die ihm schon als Schüler zu schaffen gemacht hatte, wieder abgeben musste.
1903 bis 1906 folgten Studienreisen nach Paris, Nancy, Dresden, Berlin und London, wo er Pathologie, Psychotherapie, Diätetik hörte; in den Museen von Neapel und Rom studierte er den Körperbau antiker Statuen und Gemälde und stellte Zusammenhänge mit dem Gesundheitszustand her, die in sein Diagnose- und Behandlungskonzept einflossen.
Ab 1906 begann Mayr, im Sommer im berühmten Badeort Karlsbad und im Winter in Wien zu behandeln. 1915 machte er seine erste Fastenkur. Im Krieg diente Mayr zunächst in Karlsbad, ab Oktober 1917 im Militärkrankenhaus in Sarajewo.
Seine ärztlichen Erfahrungen und Beobachtungen versuchte er auch, in den späten Zwanziger Jahren im Vorfeld der Weltwirtschaftskrise der Politik als Lösungsweg anzubieten. Obwohl er sich selbst in volkswirtschaftlicher Hinsicht als Autodidakt bezeichnete, sah er sein Grundverständnis in größter Nähe zu François Quesnay, dem Gründer der physiokratischen Schule.
„Wenn wir nun den Weg überschauen, der uns alle, alle Völker, zur möglichsten Vervollkommnung des Körpers und des Geistes und dadurch aus aller Not und Friedlosigkeit zum allgemeinen Wohlstand und Frieden führen soll, so werden wir eingestehen müssen, daß die allgemeine Durchführung einer zweckmäßigen Ernährung der Menschen gleichsam das Tor bildet, das heute allein uns den Zugang zu diesem Ausweg zu gewähren vermag.“
Nach dem Zweiten Weltkrieg musste Mayr, der inzwischen tschechoslowakischer Staatsbürger geworden war, Karlsbad verlassen. Unter größten Schwierigkeiten, die österreichische Staatsbürgerschaft und ärztliche Zulassung zurückzuerhalten, siedelte er 1949 nach Wien über, wo er bis zu seinem 80. Lebensjahr praktizierte. 1955 siedelte er zusammen mit der ihm aus Karlsbad vertrauten Künstlerin Alice Rougon, seiner späteren Frau, in seinen Heimatort Gröbming über. Dort praktizierte er zwar nicht mehr, beschäftigte sich jedoch noch intensiv mit den Wechselbeziehungen von Atmung und dem Zustand des Bauchraums.

## Werke
- Studien über Darmträgheit (Stuhlverstopfung), ihre Folgen und ihre Behandlung, Berlin 1912
- Schönheit und Verdauung oder die Verjüngung des Menschen nur durch sachgemässe Wartung des Darmes, München 1920
- Fundamente zur Diagnostik der Verdauungskrankheiten, Wien 1921
- Über die Mangelhaftigkeit der Fundamente unserer Diagnostik der Verdauungskrankheiten und ihre Folgen für die gesamte Medizin. Studienergebnisse, Wien 1925
- Ein Weg aus der Not und Friedlosigkeit der Menschen und Völker zum internationalen Wirtschaftsstaat, Karlsbad 1927
- Rationalisierung der Maschine Mensch. Die radikale Lösung der Arbeitslosenfrage, Wien 1931
- Wann ist unser Verdauungsapparat in Ordnung? Die verhängnisvollste Frage, Wien 1949